# XCOM 2
『XCOM 2』は、Firaxis Gamesが開発し2K Gamesより発売されたターン制シミュレーションロールプレイングゲーム。Microsoft Windows、OS X、Linux版は2016年2月に発売、PlayStation 4、Xbox One版は2016年9月に発売され、拡張パック『XCOM 2: 選ばれし者との戦い』は2017年に発売された。また、2020年5月29日には各種DLCや拡張パックを含むNintendo Switch版が『XCOM 2 コレクション』のタイトルで発売された。
本作は『XCOM: Enemy Unknown』（以下『Enemy Unknown』）の続編にあたる。 エイリアン侵略に対抗するための軍事組織XCOMは、Enemy Unknownの戦争において敗北し、エイリアンによる占領下となった地球においてレジスタンスとして存続している。

## ゲームプレイ
本作ではプレイヤーはかつての対エイリアン侵略の軍事組織であったXCOMのコマンダー(指揮官)を担当する。プレイヤーはXCOMの新しい移動式要塞のアヴェンジャーを使い、エイリアンとの戦闘を命じ、技術の研究や新しい装備の製造を指示する。新兵を採用することもでき、兵科ごとにスキルツリーが存在している。装甲と武器は研究の進展によりアップグレードされることがある。戦場の敵や構造物や地形は一部のストーリーミッションを除きランダムに生成されるためプレイごとに異なる。ヴァイパー等の新しいエイリアンも登場する。
戦闘開始時、多くのミッションでは兵士たちは潜伏状態となり、敵から発見されることなく待ち伏せのために陣を構成することが可能となる。拠点での研究が進むと装備やアイテムを強化させることもできる。プレイヤーは戦場で経験を積んだ兵士たちが昇進で習得した多彩なアビリティでエイリアンとの戦いに臨む。ミッションを中止する必要があるとプレイヤーが判断した場合、兵士たちは基地に撤退させることができる。XCOM 2は制限ターン内で目標を完了し、すぐに脱出ポイントに戻らなければならない「ヒット・アンド・ラン」のミッションが多い。これには、エイリアンUFOによるアヴェンジャーのセミランダム攻撃が含まれ、失敗した場合に自動的にゲームオーバーとなる。敵の増援は、より大きな役割を果たし、ミッションによっては、エイリアンが継続的に新たな敵部隊を展開する。追加されたもう一つの特徴は、アヴァター計画（エイリアンを統括するエルダーによって運営される研究プロジェクト）であり、時間とともに徐々に進歩し、完了した場合は自動的にゲームオーバーとなる。これは、エイリアンの研究施設の破壊やその他の準ランダムなイベントにて妨害を行うことで遅らせることはできる。
カスタマイズは『Enemy Unknown』に準じ、プレイヤーは兵士の性格、名前、制服、衣装をカスタマイズできる。さらに、性別、国籍、武器もカスタマイズすることができる。ボーナスのカスタマイズオプションは、ダウンロード可能な「Resistance Warrior Pack」で利用が可能である。

## 世界設定
本作では前作『Enemy Unknown』にて人類がエイリアンとの戦いに敗れ無条件降伏した20年後の西暦2035年の地球が舞台となっている。XCOMはエイリアンの脅威を退けることができず、エイリアンに降伏した評議会の国々に裏切られてレジスタンス組織となった。その主要メンバーはあるいはエイリアンの新しい支配下に入り、あるいはエイリアン政権を拒絶し隠遁を余儀なくされた。地球は統一政府アドヴェントの名の下でエイリアンによって統治され、XCOMの主要メンバーは沈黙し、歴史は改ざんされた。アドヴェントは親エイリアン世論を向上させるために多くのプロパガンダを流している。特にエイリアンの尽力により地球は平和になったと喧伝されている。
プレイヤーは、脳のインプラントを介してエイリアンに利用されていたコマンダー（指揮官）を操作する形となる。前作のプレイヤーであったコマンダーは、エイリアン側に捕らえられてから20年ものあいだ過酷な戦闘シミュレーターに接続され続けていた。しかしコマンダーは2035年3月1日のゲートクラッシャー作戦によってブラッドフォード中央管理官（セントラル）により救助される。コマンダーはセントラルや、行方不明のドクター ヴァーレンの後任者である元アドヴェント所属の地球人科学者リチャード・タイガンと、今は亡きドクター レイモンド・シェンの娘で技術主任のリリー・シェンのサポートの元、レジスタンス組織となったXCOMの再興を図っていく。

### ストーリー
セントラルがゲートクラッシャー作戦によりアドヴェントの遺伝子クリニックを襲撃し、捕縛され長い眠りについていたコマンダーを救出するところから物語は始まる。コマンダーはXCOMの新しい移動要塞アヴェンジャーにてエイリアンのインプラント除去手術を受けた上で、ドクタータイガンと技術主任リリーシェンと出会う。タイガンは研究の結果、コマンダーの脳がインプラントを通じてエイリアンの世界中のサイキックネットワークに接続されていたことが判明する。元XCOM評議会の「代表」による秘匿通信経由で、烏合の衆状態にある世界各地のレジスタンスをまとめあげ、アドヴェントの進める謎の「アヴァター計画」の真実を暴くことをコマンダーに要求する。
コマンダーはアドヴェントの戦いを通じてXCOMをまとめ上げ、アドヴェントの研究施設を襲撃することや技術研究を進めることによりアヴァター計画の真実にせまっていく。しかしアドヴェンド側も執拗にコマンダーを狙い、熾烈な戦いが繰り広げられる。
アドヴェントたちの目論む「アヴァター計画」とは前作最終局面で語られた人類のエイリアン化であり、また高い適性をもった人類の肉体にアドヴェンド指揮官であるエルダーの精神を移す事を目的としたものだった。アドヴェンドがその最終選抜として遺伝子治療センターに偽装した絶滅収容所を建設、全人類に治療を施すという放送を察知したXCOMは、逆にその放送をハッキングする事でアドヴェンドの目論見を世界へ暴露する事に成功する。そしてエルダーのもとに通じる次元ゲートを突破するべく、奪取した遺伝子情報を元にアヴァターの肉体を培養したXCOMは、人類史上最も高い適性を持つ人物、すなわちコマンダーの精神を憑依させてエルダーとの最終決戦に挑む。

## 開発
2015年5月18日には、Take-Two Interactive が年次収益報告書で新名称で無題のAAAタイトルを発表。その発表の1週間後、「Advent Future」というティザーサイトが開設された。「飢えや痛み、病気、戦争から開放された世界を創造」することを目的としたアドヴェント行政府の特集であった。
2015年6月に、『Enemy Unknown』のクリエイティブディレクター　ジェイクソロモンがXCOM2の開発チームに配属となった。彼によると『Enemy Unknown』のプレイヤーからのフィードバックはXCOM 2において重要の役割を果たしたそうである。
本作はXCOMがエイリアンを打倒することができず、隠蔽されてしまった未来に設定されている。XCOM 2のゲリラの性質に加え、XCOMの技術はもはやエイリアンの技術と同じではなく、よって旧世代の武器で戦わなければいけない。アヴェンジャーは『Enemy Unknown』における輸送船のUFOを改造したものとしてXCOMレジスタンスの本拠となる移動式要塞として実装された。
ランダムマップは『Enemy Unknown』ではFiraxisが不利益とバグがあると信じる理由があって廃止されており、手作りで設計されたマップとなっており、プレイヤーの反響は概ね肯定的ではあったものの反復プレイになってしまうとの訴えもあった。その結果、Firaxisはチームの作業負荷を軽減するための「プロットとパーセルシステム」というシステムを導入。そのランダムマップにはサイズの異なるランダムの穴があり、その穴には物体または建物がフィットするように作られている。サイドミッションや敵の配置と増援、マルチプレイヤー向けマップもすべてランダム生成となっている。
『Enemy Unknown』でのMODサポート欠如はチームにて後悔した結果、ゲームMODの側面が大幅に拡大された。また、Firaxisはゲームのリリース後にUnreal Development Kitをリリース、プレイヤーは独自のコンテンツを作成することが可能となった。
ゲームの美術設計を行うとき、いくらかの映画からインスピレーションを受けた。また、ゲームの武器やキャラクタや環境設計の際は、いくらかのSF系のビデオゲームを参考にした。

## リリース
PCやゲーム機向けにリリースされた『Enemy Unknown』とは異なり、当初からSteamを介して配信されたPC専用ビデオゲームであった。FiraxisはPC専用のタイトルにすることによりランダムマップなどの新機能を導入することができ、開発がより簡単になると考えていた。ゲームパッドのサポートを特色とし、Windows OSX Linux用にリリースされた後にそのサポートは追加となった。
2015年11月にリリースが予定されていたが、ゲームをさらに磨き上げるため2016年2月5日まで配信延期となった。
2016年5月12日、DLC 「エイリアンハンター」が、同年6月30日、DLC「シェンのラストギフト」が配信となった。
2016年9月、PS4とXBOne版が発売された。

## 選ばれし者との戦い
『XCOM 2: 選ばれし者との戦い』（XCOM 2: War of the Chosen）は、2017年8月29日に配信された。略称としてWotCとも呼ばれる。
この拡張パックにより、コマンダーをアドヴェントに奪還するためにランダムで設定される「強み」「弱み」のユニークスキルとユニーク武器を装備した3人のエリートなエイリアンの兄妹のボスが登場する。サイキックパワーを駆使し追加の敵を戦闘中に召喚するウォーロック、狙撃銃を用いるハンター、潜伏を使い忍び寄るアサシンといった「選ばれし者(Chosen)」は、時間経過とともに新しい「強み」スキルを獲得し、最終的にはアヴェンジャーに対して直接攻撃すらできるようになる。
選ばれし者は、戦場で敗北した後も何度も登場し、戦略画面でも干渉する能力がある。これは後述する反乱勢力の協力により選ばれし者のそれぞれの本拠地を制圧するまで続く。
他にも放棄された都市に生息するアンデッドでありアドヴェントとも敵対する新しい敵「ロスト」や、そのロスト対策としての火炎放射器を用いるアドヴェント新兵種ピュリファイアーも実装された。
お互いに犬猿の仲である3つの反乱勢力が実装され、信頼を勝ち取ることにより特別な兵士を入手できる。反乱勢力は狙撃とステルスに特化しているリーパー、アドヴェントからの離反者であり独創的な装備と戦術をもつスカーミッシャー、特別なサイキック能力に磨きをかけたテンプラーである。彼らの派閥による作戦を用いることにより、アヴァタープロジェクトを遅らせたり、選ばれし者の情報を集めたり、さまざまな報酬を取得したりできる。
絆という新しいシステムが実装され、共闘により兵士2名の絆を深めることができる。ペアが戦場に派兵されると特殊なスキルを使うことができるが、絆の片割れが戦死や捕縛された場合はパートナーは狂乱状態となり、操作不能となる。
研究にひらめきを伴うことで、特定の研究に関して研究スピードを早めたり、即座にプロジェクト完了できたりするようになった。
2018年10月9日、タクティカルレガシーパックと呼ばれるアドオンが追加リリースされた。『Enemy Unknown』と『2』の間の歴史についてのミッションが設定され、『X-COM UFO Defence』や『Enemy Unknown』のサウンドトラックも選べるようになった。

## 評価
本作はMetacriticによると「概して好ましい」と評価された。批評家は、新しい潜伏システムが新たな層を追加することと、プレイヤーがセットパターンに落ちないようにする地図の手順生成を賞賛した。追加の賞賛は、XCOM 2の難易度、改造ツールの追加にあり、一方で批判は主に起動時に多くのコンピュータ上でのパフォーマンスの低下に向けたロード時間にあてられた。これらの問題の多くは、打ち上げ後にパッチを当てられていることにも留意すべきである。
リリースの最初の1週間でSteam上で500,000以上のデジタルコピーを販売した。

### 賞
| Year | Award                       | Category            | Result     | Ref           |
| ---- | --------------------------- | ------------------- | ---------- | ------------- |
| 2016 | Golden Joystick Awards 2016 | Game of the Year    | ノミネート | [ 17 ] [ 18 ] |
| 2016 | Golden Joystick Awards 2016 | PC Game of the Year | ノミネート | [ 17 ] [ 18 ] |
| 2016 | Global Game Awards 2016     | Best Sci-Fi         | ノミネート | [ 19 ]        |
| 2016 | Global Game Awards 2016     | Best Strategy       | ノミネート | [ 19 ]        |
| 2016 | Global Game Awards 2016     | Game of the Year    | ノミネート | [ 19 ]        |
| 2016 | The Game Awards 2016        | Best Strategy Game  | ノミネート | [ 20 ]        |